# Eberhard Vogel
Eberhard Vogel (Altenhain, 8 april 1943) is een voormalig voetballer uit Oost-Duitsland, die speelde als aanvaller.

## Clubcarrière
Vogel kwam gedurende zijn carrière uit voor FC Karl-Marx-Stadt en FC Carl Zeiss Jena. Hij speelde op 13 mei 1981 mee in de finale van de strijd om de Europacup II, die Carl Zeiss Jena in het Rheinstadion in Düsseldorf met 2-1 verloor van FC Dinamo Tbilisi. Na zijn actieve loopbaan stapte hij het trainersvak in. Vogel was onder meer bondscoach van Togo.

## Interlandcarrière
Met de nationale ploeg won Vogel, bijgenaamd Matz, tweemaal de bronzen medaille op de Olympische Spelen (Tokio (1964) en München (1972). Hij werd één keer verkozen tot Oost-Duits voetballer van het jaar. Vogel nam met de DDR tevens deel aan het WK voetbal 1974, en kwam in totaal tot 74 interlands en 25 goals voor de  Duitse Democratische Republiek.
Vogel maakte zijn debuut op 16 december 1962 in Conakry tegen Guinee. Zijn laatste interland volgde op 21 april 1976 in Cottbus tegen Algerije

## Erelijst
FC Karl-Marx-Stadt
- DDR-Oberliga

1967
- Oost-Duits voetballer van het jaar

1969
 Carl Zeiss Jena
- Oost-Duitse beker

1972, 1974, 1980